# Épimutation
L'épimutation est un changement de caractéristique d'un individu selon un mécanisme épigénétique, et non pas exclusivement génétique.
L'épimutation est ainsi définie par distinction du principe de mutation. L’expression d’un gène dépendant de facteurs externes, moléculaires et environnementaux, un changement au sein de la cellule dans ces mécanismes peut entraîner des modifications. S'ils peuvent entraîner des mutations observables, ces changements épigénétiques ne sont pas à proprement parler des mutations au sens génétique.
Les expositions environnementales à des facteurs tels que les substances toxiques ou la nutrition peuvent avoir des répercussions sur la biologie testiculaire et la fertilité masculine.